# Gentiana venusta
Gentiana venusta är en gentianaväxtart som beskrevs av Nathaniel Wallich. Gentiana venusta ingår i släktet gentianor, och familjen gentianaväxter. Inga underarter finns listade i Catalogue of Life.